# Steinweg 58 (Quedlinburg)

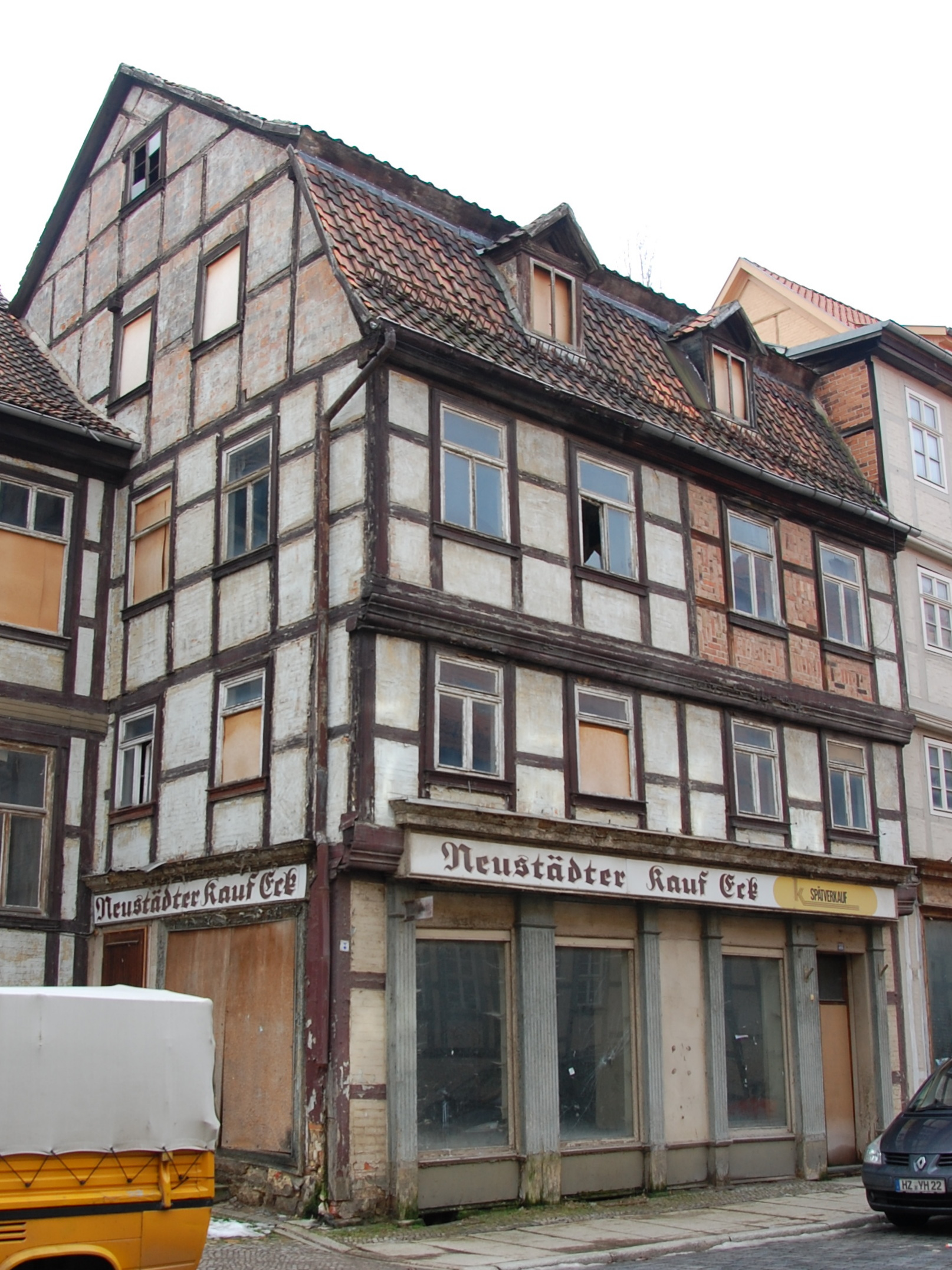
Steinweg 58

Das Haus Steinweg 58 ist ein denkmalgeschütztes Gebäude in der Stadt Quedlinburg in Sachsen-Anhalt.

## Lage
Es befindet sich in der historischen Quedlinburger Neustadt auf der Südseite des Steinwegs. Östlich grenzt das in der Straßenflucht jedoch deutlich zurückspringende gleichfalls denkmalgeschützte Haus Steinweg 57, westlich das Haus Steinweg 59 an. Im Quedlinburger Denkmalverzeichnis ist es als Wohnhaus eingetragen.

## Architektur und Geschichte
Das dreigeschossige, spätbarocke Fachwerkhaus entstand in der Zeit um 1780. Die Gefache des Fachwerks sind mit Zierausmauerungen versehen. Um 1880 wurde in das Erdgeschoss des Gebäudes ein Ladengeschäft im Stil des Spätklassizismus eingefügt.
Derzeit (Stand 2014) steht das Haus leer und ist sanierungsbedürftig. Es besteht ein Vorhaben das Gebäude in ein vom DRK geplantes Demenzzentrum einzubeziehen. Das Zentrum soll auch das Nachbarhaus Steinweg 57 umfassen. Der Baubeginn ist für den Sommer 2014 angekündigt.